# Pteraster hymenasteroides
Pteraster hymenasteroides is een zeester uit de familie Pterasteridae.
De wetenschappelijke naam van de soort werd in 1958 gepubliceerd door Alexander Michailovitsch Djakonov.